# Der Pilger

Der Pilger (littéralement : Le Pèlerin est un hebdomadaire publié en Allemagne par le diocèse de Spire. Il a été fondé en 1848. C'est donc le bulletin diocésain le plus ancien d'Allemagne et plus ancien encore que l'Osservatore Romano. Il traite de sujets concernant le diocèse et la vie de l'Église catholique en Allemagne et dans le monde, mais aussi de sujets ailleurs dans le monde. Il publie également des prières et l'évangile du dimanche, ainsi que des lectures bibliques. Il fait paraître aussi de courtes nouvelles, des recettes de cuisine, des critiques littéraires et théâtrales, ainsi que des articles politiques donnant un point de vue catholique sur ces matières.

## Histoire
L'hebdomadaire est interdit par les autorités nationales-socialistes à partir de 1942. Il est racheté après la guerre par Nikolas Lauer qui le publie à nouveau. Il est imprimé de 1920 à 2009 aux imprimeries du Pèlerin de Spire (Speyrer Pilger-Druckerei) et depuis aux éditions Verlag Peregrinus Gmbh, appartenant au diocèse.
Son rédacteur-en-chef actuel est Norbert Rönn. Au début de 2015, le magazine avait un tirage de 18 052 exemplaires pour 17 608 exemplaires vendus.

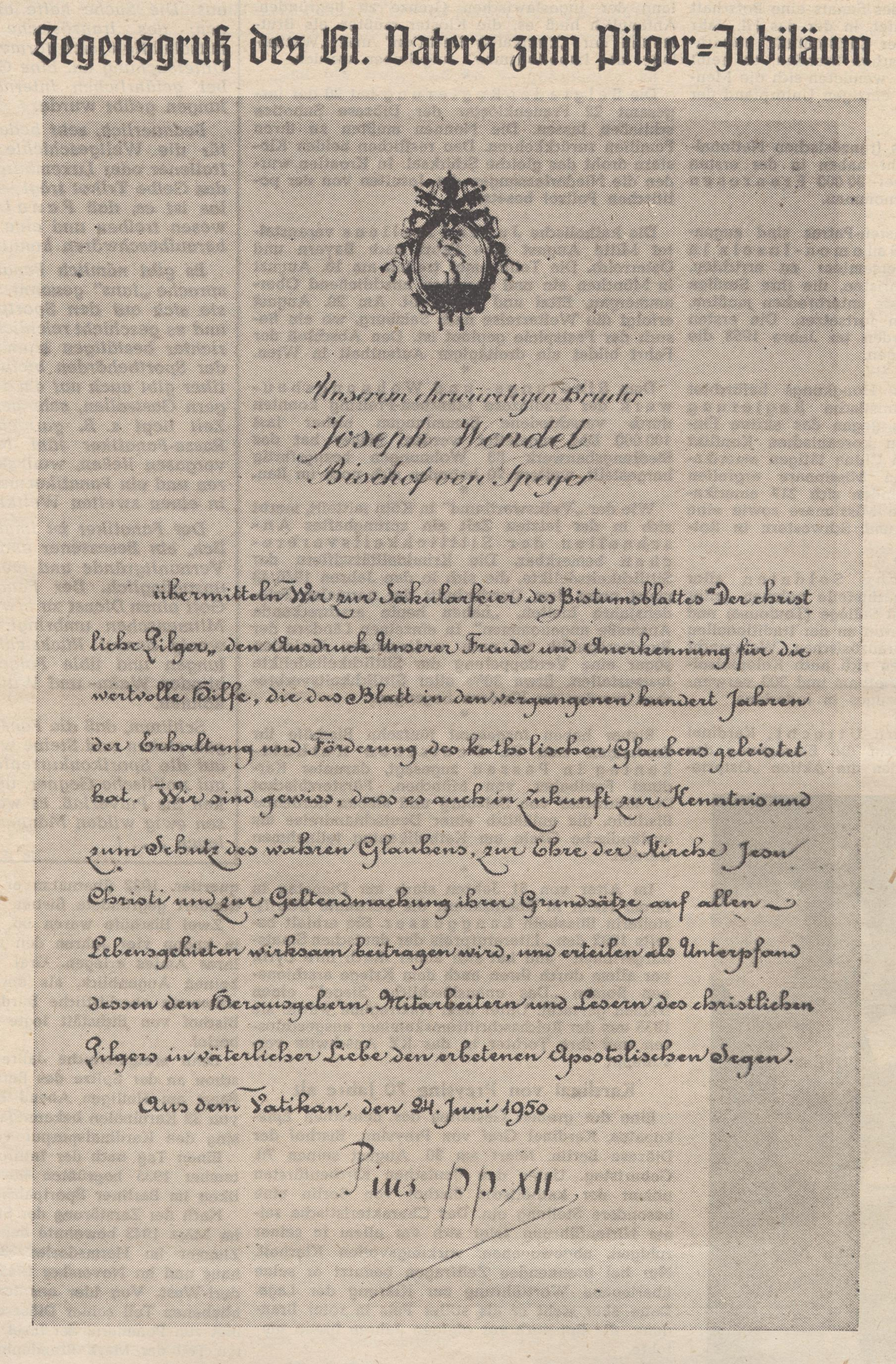
Lettre de félicitations envoyée par Pie XII avec sa bénédiction pour le centenaire du magazine
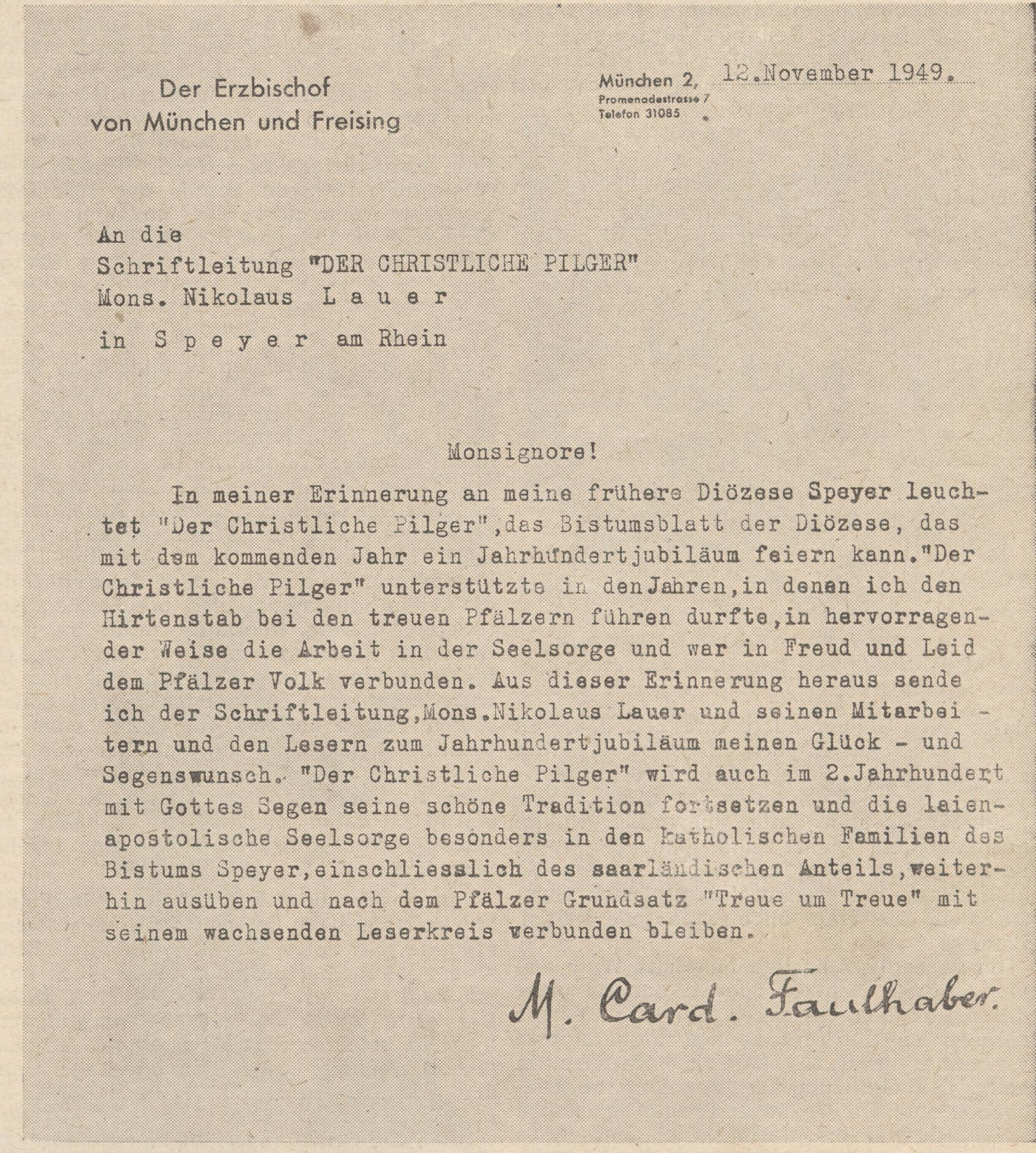
Lettre de félicitations envoyée par le cardinal Faulhaber pour le centenaire du magazine